# Glándula bulbouretral
Las glándulas bulbouretrales ([TA]: glandula bulbourethralis), también conocidas en la terminología clásica como glándulas de Cowper, son dos glándulas exocrinas del sistema reproductor masculino humano. Producen su líquido cuando el hombre está excitado, pero el momento exacto varía entre los hombres. Son homólogas a las glándulas vestibulares mayores de la mujer.
 
Fue el  anatomista y cirujano  francés Jean Méry quien describió estas estructuras oralmente por primera vez en 1684. La primera publicación se realizó en 1699, y su autor fue William Cowper (c.1666-1709) anatomista y cirujano de Londres, quien les dio su nombre.

## Localización y función
Estas pequeñas glándulas del tamaño de un guisante se encuentran debajo de la próstata y su función es segregar un líquido alcalino que lubrica y neutraliza la acidez de la uretra antes del paso del semen en la eyaculación.
Este líquido, llamado líquido preseminal, puede contener espermatozoides (generalmente arrastrados), y que son normalmente inviables, toda vez que proceden de eyaculaciones anteriores y tienen muy escasa o nula movilidad, además de no contar con los nutrientes del resto del fluido seminal, por lo que son pocas las posibilidades de un embarazo con este líquido, aunque no nulas.
Usualmente son expulsadas de 4 a 6 gotas y hasta pequeños chorritos cada par de minutos durante la erección y bajo excitación, esto con la intención de lubricar el canal de la uretra y permitir la proyección del esperma en la eyaculación.
Una deficiencia en la producción hormonal (testosterona) puede dar lugar a una falta parcial o total a esta secreción, disminuir la calidad de la eyaculación así como la fuerza de propulsión.
Se ha identificado la presencia de la glicoproteína GP2 en las secreciones de la glándula. Esta glicoproteína cumple funciones inmunoprotectoras frente a algunas bacterias patógenas que se hallan en el exterior del cuerpo.